# Canteras del Parque Rodó
Las Canteras del Parque Rodó ubicadas entre la Avenida Dr. Juan Andrés Cachón y la Rambla Presidente Wilson, en Montevideo, Uruguay, conforman un conjunto paisajístico creado en el entorno de las antiguas canteras de granito existentes en el lugar.
En la misma zona se encuentra el Teatro de Verano Ramón Collazo  y el Memorial del Holocausto del Pueblo Judío. Se encuentran además muy integradas al complejo de juegos del Parque Rodó.

Las canteras del Parque Rodó y la playa Ramírez en 1922.

En las canteras propiamente dichas se realizan una gran diversidad de actividades, desde pruebas de "Mountain Bike", pasando por actividades de algunas organizaciones estatales como por el ejemplo el Instituto del Niño y del Adolescente del Uruguay (INAU) hasta organizaciones civiles como la Fundación Diabetes, podemos decir que es un espacio público que se usa de muchas y variadas maneras. También es un entorno utilizado para fiestas organizadas en torno a los grupos musicales del momento.